# Isabelle de Charrière

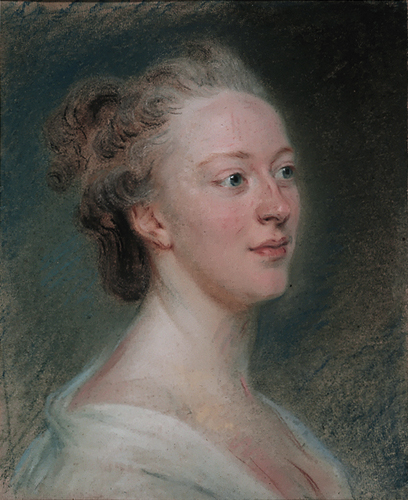
Retrat d'Isabelle de Charrière fet l'any 1766 per Quentin de La Tour, Museu d'Art i d'Història de Ginebra

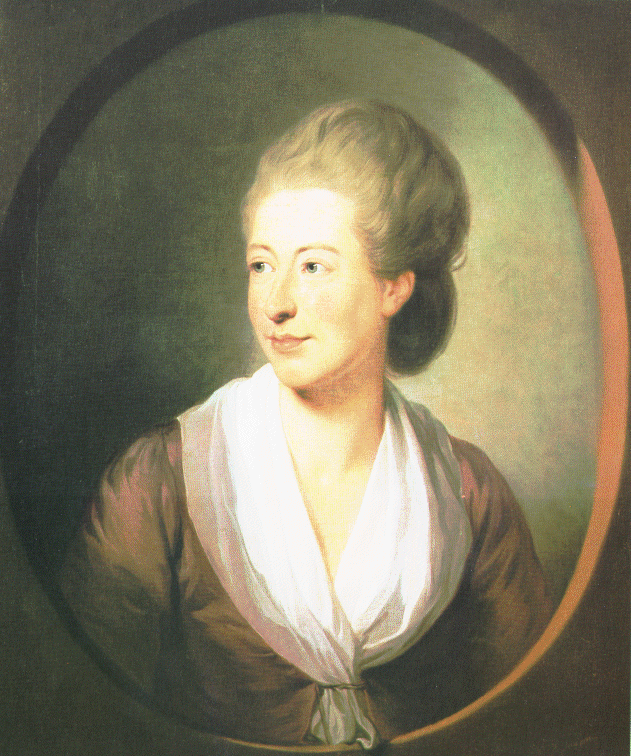
Retrat d'Isabelle de Charrière fet l'any 1777 per Jens Juel

Isabelle van Tuyll, més coneguda pel seu nom de casada Isabelle de Charrière (Zuilen, Utrecht, 20 d'octubre de 1740-Colombier, Neuchâtel, 27 de desembre de 1805), fou una escriptora neerlandesa en llengua francesa.

## Obres
- Le Noble, conte moral, 1763
- Lettres neuchâteloises, novel·la, 1784
- Lettres de Mrs Henley publiées par son amie, 1784
- Lettres écrites de Lausanne, 1785
- Caliste ou continuation de Lettres écrites de Lausanne, 1787
- Observations et conjectures politiques, 1788
- Lettre à M. Necker sur son administration, écrite par lui-même, 1791
- L'émigré, comèdia en tres actes, 1793
- Lettres trouvées dans des portefeuilles d'émigrés, 1793
- Trois femmes, novel·la, 1795
- Honorine d'Userche : nouvelle de l'Abbé de La Tour 1795
- Sainte Anne, 1799
- Sir Walter Finch et son fils William, 1806